# Oskar Kühnel

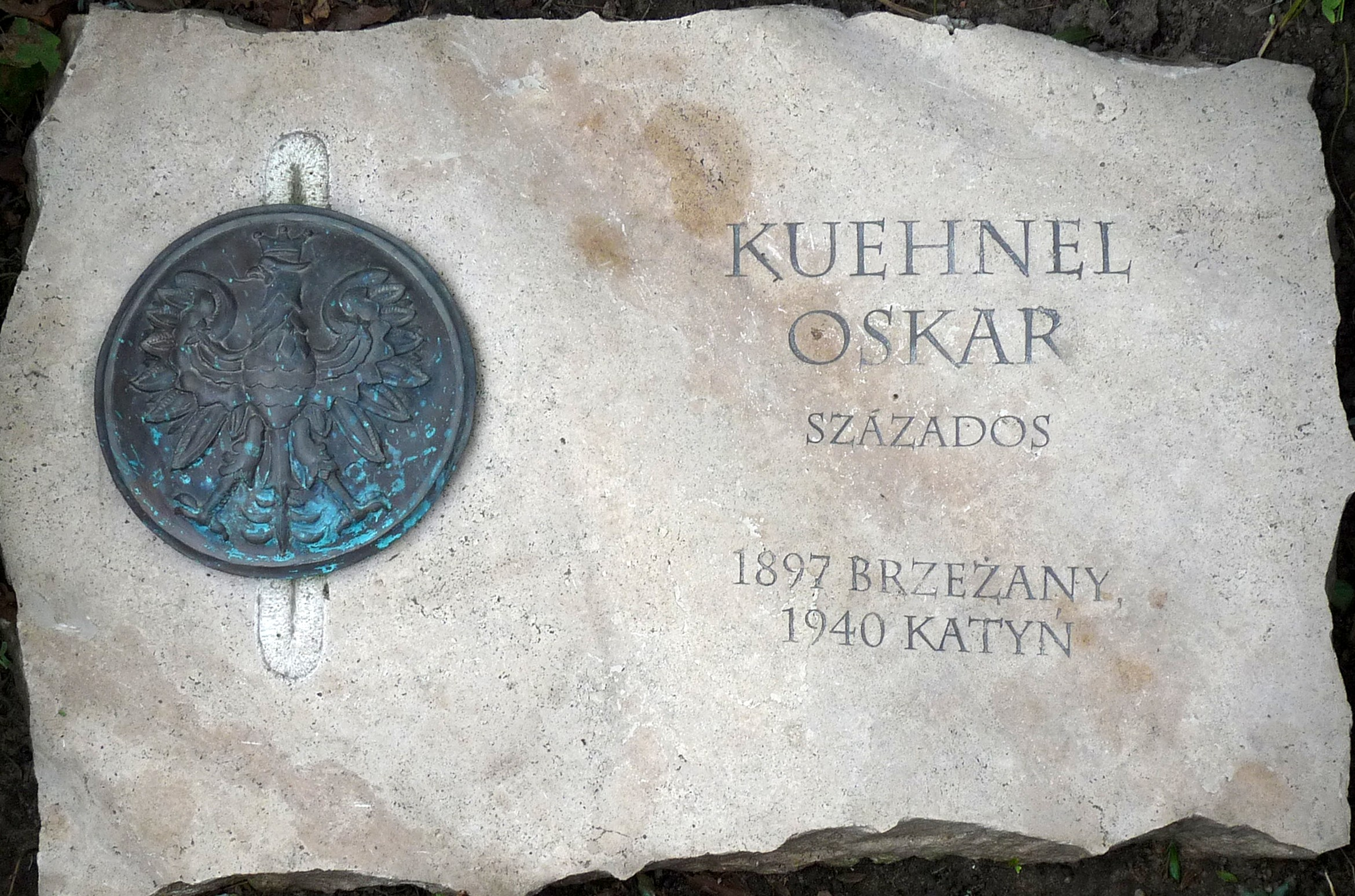
Fragment Pomnika Męczenników Katynia w III Dzielnicy przy Skwerze Męczenników Katynia w Budapeszcie

Oskar Rudolf Kühnel (ur. 14 czerwca 1897 w Brzeżanach, zm. 1940 w Katyniu) – kapitan artylerii Wojska Polskiego II RP, pochodzenia węgierskiego. 

## Życiorys
Urodził się w rodzinie Leopolda i Eugenii z domu Kieseweter. W 1920 wziął udział w wojnie z bolszewikami.
1 czerwca 1921, w stopniu podporucznika, pełnił służbę w 4 dywizjonie artylerii ciężkiej. 3 maja 1922 został zweryfikowany w stopniu porucznika ze starszeństwem z 1 czerwca 1919 i 538. lokatą w korpusie oficerów artylerii, a jego oddziałem macierzystym był wówczas 8 pułk artylerii ciężkiej. W 1923 pełnił służbę 9 pułku artylerii ciężkiej w Siedlcach. W listopadzie 1924 roku został przydzielony do 9 kompanii artylerii pieszej, pozostając oficerem nadetatowym 9 pac. 3 maja 1926 został mianowany kapitanem ze starszeństwem z 1 lipca 1925 i 126. lokatą w korpusie oficerów artylerii. W 1928 w dalszym ciągu pełnił służbę w 9 pac. Następnie służył w Dowództwie Okręgu Korpusu IX w Brześciu. Z dniem 22 maja 1933 został przeniesiony z DOK IX do 10 pułku artylerii lekkiej w Łodzi. Do 10 marca 1934 pełnił obowiązki dowódcy III dywwizjonu, a od 25 sierpnia 1937 do 18 lipca 1938 dowodził 8. baterią. Następnie zajmował w 10 pal stanowisko oficera mobilizacyjnego. 29 sierpnia 1939 znalazł się w Oddziale Zbierającym Nadwyżki 10 pal.
W czasie kampanii wrześniowej 1939 roku dostał się do niewoli radzieckiej. Przebywał w obozie w Kozielsku. Wiosną 1940 roku został zamordowany przez funkcjonariuszy NKWD w Katyniu i tam pogrzebany. Od 28 lipca 2000 roku spoczywa na Polskim Cmentarzu Wojennym w Katyniu.
Oskar Rudolf Kühnel był żonaty z Ireną z Majewskich, z którą miał córkę Gizelle.
5 października 2007 minister obrony narodowej Aleksander Szczygło mianował go pośmiertnie na stopień majora. Awans został ogłoszony 9 listopada 2007, w Warszawie, w trakcie uroczystości „Katyń Pamiętamy – Uczcijmy Pamięć Bohaterów”.

## Ordery i odznaczenia
- Krzyż Walecznych[16][17]
- Srebrny Krzyż Zasługi (19 marca 1937)[18][17]

## Upamiętnienie
8 kwietnia 2011 uroczyście odsłonięto Pomnik Męczenników Katynia w III Dzielnicy przy Skwerze Męczenników Katynia w Budapeszcie. Odsłonięcia dokonali prezydenci Węgier i Polski: Pál Schmitt i Bronisław Komorowski. Obok posadzono dwa Dęby Pamięci upamiętniające węgierskie ofiary ludobójstwa w Katyniu: Aladara Emanuela Korompaya i Oskara Rudolfa Kühnela